# 해리 포터: 마법사 연합
《해리 포터: 마법사 연합》(Harry Potter: Wizards Unite)은 나이앤틱과 WB 게임스 샌프란시스코가 개발, 나이앤틱이 배급, 포트키 게임스(Portkey Games)가 라이선스한 증강현실(AR) 모바일 게임이다. 이 게임은 J. K. 롤링이 만든 해리 포터의 위저딩 월드에 기반을 두었다. 2019년 6월 21일에는 안드로이드, iOS 모바일 장치용으로 런칭되었다.

## 게임 플레이
해리 포터: 마법사 연합의 게임플레이는 포켓몬 GO와 비슷하며, 플레이어는 스마트폰을 통해 게임플레이 세상을 볼 수 있다. 게임을 통해 플레이어는 해리 포터와 위저딩 월드 프랜차이즈에 등장하는 가공의 괴수와 싸울 수 있다.
플레이어는 마법사 집, 지팡이, 직업을 선택할 수 있다. 직업의 경우 교수, 오러(auror), 마법동물학자(Magizoologist) 중 선택이 가능하다.